# KFOX-TV
KFOX-TV es una Estación de televisión basada en El Paso, Texas, afiliada a Fox Broadcasting Company. Difunde su señal digital en el canal 15. Es propiedad de Sinclair Broadcast Group. Su transmisor se encuentra en El Paso. Su programación sindicada incluye: That 70's Show, The King Of Queens, Los Simpson.

## Historia
La estación debutó en el aire en agosto de 1979 como KCIK-TV, una toma de programación cristiana sin fines de lucro. KCIK fue la primera estación de televisión de UHF del Paso y fue fundada por Pete E. Meryl Warren III, que posteriormente comenzó KJLF-TV (ahora KTFN) Canal 65 en 1991. Fue vendida a nuevos propietarios en 1982 y cambió a programación comercial independiente (mientras todavía transmitían algunos programas religiosos). En 1987 KCIK fue un afiliado de Fox Broadcasting Company y lo sigue siendo hasta hoy.
Pete Warren y Alex Blomerth habían participado en alcance una iglesia utilizando un canal de televisión por cable 8 arrendadas. En 1979 inició por el canal de aire 14 con los estudios y las instalaciones del canal de cable. Los estudios estaban en una antigua iglesia en 3100 North Stanton Street.
La estación firmado el desde una torre existente en una cima de las montañas Franklin al norte de Comanche Peak (canal 4) y Ranger Peak (canal 9) que habían sido construidas en los principios de los setenta para una expansión prevista del canal 13 (entonces KELP-TV ahora KVIA-TV) pero nunca utilizado. El sitio era muy alto, de hecho la más alta en Texas a 6.880 metros sobre el nivel del mar pero no tenía carretera acceso. Se instaló un tranvía. KELP-TV y el sin construir KCOS (TV) fueron a utilizar el nuevo sitio, fueron algunas estaciones de FM. TV no utilice el sitio. El jobber de radio de dos vías locales comenzaron a utilizar el sitio para repetidores de radio. KCIK-TV se trasladó al sitio en 1979 mediante un transmisor que se utilizaron en una estación de canal 30 en Puerto Rico.
En agosto de 1996 Cox ha adquirido la estación lo había convertido en KFOX-TV y convertido en una estación de TV importante en el mercado de TV del Paso. KFOX iba a convertirse en un afiliado de la Retro Television Network en un subcanal digital, a partir de finales de 2008. Después de un retraso, por razones desconocidas, KFOX lanzó RTN en su subcanal digital el 15 de enero de 2009.

## Televisión digital
Dadas las ventajas que ofrece la TDT, KFOX-TV emite 1 subcanal más en el canal 15.
| Canal | Video | Aspecto | Formato | Indicativo | Cadena de TV             | Programación                         |
| ----- | ----- | ------- | ------- | ---------- | ------------------------ | ------------------------------------ |
| 14.1  | 1080i | 16:9    | HD      | KFOX-HD    | FOX Broadcasting Company | Programación Principal de KFOX en HD |
| 14.2  | 480i  | 4:3     | SD      | KFOX-RT    | RTV (Estados Unidos)     | Series clásicas las 24 horas del día |

### Coversión analógica a digital
El jueves 21, mayo, a las 6:25 a. m., 12:25 p. m. y 6:25 PM, señal analógica de KFOX fue apagada por 2 minutos para una prueba DTV.
El 12 de junio de 2009, a medianoche MDT, KFOX-TV dejó de programación analógica, debido al mandato de la conversión analógica a digital. Sin embargo, la estación está participando en el analog nightlight service en el canal analógico 14, informando a los televidentes de sus opciones y cómo hacer la transición. La estación se mantuvo en su canal anterior 15. Mediante el uso de PSIP, receptores de televisión digital mostrar su canal virtual de KFOX-TV como Canal 14.